# Ghil'ad Zuckermann
Ghil'ad Zuckermann (Tel Aviv, 1 de junho de 1971) (D.Phil. Oxford, Ph.D. Cambridge) é um linguista australiano, que fez contribuições para revitalização linguística, contacto linguístico e lexicologia.
Zuckermann é professor em linguística e línguas em extinção no Universidade de Adelaide, na Austráliano; hiperpoliglota.

## Revitalização linguística
Zuckermann estabeleceu o campo transdisciplinar de pesquisa chamada Revivalistics, que se concentra em apoiar a sobrevivência, renascimento e revigoramento de línguas ameaçadas e extintas em todo o mundo. São idiomas que vão do hebraico ao galês, passando pelo córnico e irlandês - sem mencionar os falados na América do Norte, como Wampanoag e Myaamia, entre muitos outros.
Grande parte do trabalho de Zuckermann na Austrália se concentrou em Barngarla, uma língua morta - Zuckermann prefere o termo "bela adormecida" - que foi falado nas áreas rurais do sul do país entre as cidades de Port Augusta, Port Lincoln e Whyalla. O último falante nativo, Moonie Davis, morreu em 1960. No entanto, quando Zuckerman entrou em contato com a comunidade Barngarla e propôs ajudar a ressuscitar sua língua e cultura, ficou impressionado com a resposta. Ele ouviu: "Estávamos esperando por você há 50 anos". O ponto de partida de Zuckermann foi um dicionário escrito em 1844 por um missionário luterano chamado Robert Schürmann. Em 2011, Zuckermann começou a realizar viagens regulares ao território de Barngarla para oferecer oficinas de renascimento linguístico.

## Obras
- Zuckermann, Ghil'ad; Quer, Giovanni; Shakuto, Shiori (2014). «Native Tongue Title: Proposed Compensation for the Loss of Aboriginal Languages». Australian Aboriginal Studies. 2014/1: 55-71
- Zuckermann, Ghil'ad; Walsh, Michael (2014). «"Our Ancestors Are Happy!": Revivalistics in the Service of Indigenous Wellbeing». Foundation for Endangered Languages. XVIII: 113-119
- Zuckermann, Ghil'ad; Walsh, Michael (2011). «Stop, Revive, Survive: Lessons from the Hebrew Revival Applicable to the Reclamation, Maintenance and Empowerment of Aboriginal Languages and Cultures» (PDF). Australian Journal of Linguistics. 31: 111–127
- Zuckermann, Ghil'ad (2009). «Hybridity versus Revivability: Multiple Causation, Forms and Patterns» (PDF). Journal of Language Contact. 2: 40–67
- Zuckermann, Ghil'ad (2006). «A New Vision for "Israeli Hebrew": Theoretical and Practical Implications of Analysing Israel's Main Language as a Semi-Engineered Semito-European Hybrid Language» (PDF). Journal of Modern Jewish Studies. 5: 57–71
- Zuckermann, Ghil'ad (2004). «Cultural Hybridity: Multisourced Neologization in "Reinvented" Languages and in Languages with "Phono-Logographic" Script» (PDF). Languages in Contrast. 4: 281–318
- Zuckermann, Ghil'ad (2003). «Language Contact and Globalisation: The Camouflaged Influence of English on the World's Languages – with special attention to Israeli (sic) and Mandarin» (PDF). Cambridge Review of International Affairs. 16: 287–307
- Zuckermann, Ghil'ad (2008). «'Realistic Prescriptivism': The Academy of the Hebrew Language, its Campaign of 'Good Grammar' and Lexpionage, and the Native Israeli Speakers» (PDF). Israel Studies in Language and Society. 1: 135–154
- Zuckermann, Ghil'ad (2006). «Complement Clause Types in Israeli». In:  R. M. W. Dixon & A. Y. Aikhenvald. Complementation: A Cross-Linguistic Typology (PDF). Oxford: Oxford University Press. pp. 72–92
- Zuckermann, Ghil'ad (2006). «"Etymythological Othering" and the Power of "Lexical Engineering" in Judaism, Islam and Christianity. A Socio-Philo(sopho)logical Perspective». In:  Tope Omoniyi & Joshua A Fishman. Explorations in the Sociology of Language and Religion (PDF). Amsterdam: John Benjamins. pp. 237–258
- Yadin, Azzan; Zuckermann, Ghil'ad (2010). «Blorít: Pagans' Mohawk or Sabras' Forelock?: Ideological Secularization of Hebrew Terms in Socialist Zionist Israeli». In:  Tope Omoniyi. The Sociology of Language and Religion: Change, Conflict and Accommodation (PDF). UK: Palgrave Macmillan. pp. 84–125
- Sapir, Yair; Zuckermann, Ghil'ad (2008). «Icelandic: Phonosemantic Matching». In:  Judith Rosenhouse & Rotem Kowner. Globally Speaking: Motives for Adopting English Vocabulary in Other Languages (PDF). Clevedon-Buffalo-Toronto: Multilingual Matters. pp. 19–43

### Livros
- Revivalistics: From the Genesis of Israeli to Language Reclamation in Australia and Beyond, 2020, Oxford University Press. ISBN 9780199812790 / ISBN 9780199812776
- Language Contact and Lexical Enrichment in Israeli Hebrew, 2003, Palgrave Macmillan. ISBN 9781403917232 / ISBN 9781403938695
- Israelit Safa Yafa (Israeli – A Beautiful Language). Tel Aviv: Am Oved. 2008. ISBN 9789651319631
- Engaging – A Guide to Interacting Respectfully and Reciprocally with Aboriginal and Torres Strait Islander People, and their Arts Practices and Intellectual Property. Australia: Australian Government. 2015
- Dictionary of the Barngarla Aboriginal Language of Eyre Peninsula, South Australia. Australia: Ghil'ad Zuckermann & the Barngarla. 2018
- Jewish Language Contact (Special Issue of the International Journal of the Sociology of Language 226) (PDF). Berlin & Boston: Mouton de Gruyter. 2014
- Burning Issues in Afro-Asiatic Linguistics. UK: [s.n.] 2012
- Barngarlidhi Manoo (Speaking Barngarla Together). Australia: Barngarla Language Advisory Committee. 2019 
 Barngarlidhi Manoo - PART TWO

## Filmografia
- Fry's Planet Word
- edX MOOC Language Revival: Securing the Future of Endangered Languages